# 雨やどり (村上春樹)
『雨やどり』（あまやどり）は、村上春樹の短編小説。

## 概要
| 初出     | 『IN★POCKET』1983年12月号                          |
| 収録書籍 | 『回転木馬のデッド・ヒート』（講談社、1985年10月） |

村上は『IN★POCKET』1983年10月号（創刊号）から1984年12月号まで隔月で、聞き書きをテーマとする連作の短編小説を掲載した。副題は「街の眺め」。本作品は1983年12月号に発表されたその2作目である。

## あらすじ
「僕」がその店に入ったのは近くを歩いていたら突然雨が降り出したからだった。渋谷で仕事の打ち合わせを済ませたあと、散歩しながら「パイドパイパー」にレコードを見に行く途中で雨に降られた。大理石のカウンターの上に野菜がまるごと積んであって、スピーカーからドリス・デイの「イッツ・マジック」が流れていて、デザイナーとかイラストレーターといった種類の人間が集まって感覚革命の話をしているようなタイプの店だ。
ソウル・ベロウの新しい小説を読んでいる時に、全部で7人の若者のグループが店にとびこんできた。そのグループを観察するのにも飽き、窓の外の景色を眺めた。軽トラックの下では大きな白い猫が雨やどりをしていた。
グループの中の女の子が一人、テーブルにやってきて「僕」の名を呼んだ。私のことを覚えているかと訊かれたが、誰だかはわからなかった。彼女は今から5年近く前「僕」が最初の小説を出した頃に、女性向き月刊誌の編集者としてインタヴューしてくれた人だった。彼女は2年前の春に会社を辞めたとき、仕事先がふたつ内定すると一ヶ月間休暇をとった。その「休暇中」に、彼女はお金をもらってぜんぶで5人の男と寝たという。いちばん高いので8万円。いちばん安くて4万円。
「金額を言って断られたことは一度もありませんでしたよ」
「僕」はその昔、セックスが山火事みたいに無料だったころのことを思い出した。